# Haute Valeur Environnementale
Pour les articles homonymes, voir HVE.
En France, la Haute Valeur Environnementale (HVE) est une certification environnementale des exploitations agricoles créée en 2012 par l'État à la suite du Grenelle de l'environnement. C'est, selon le ministère de l'Agriculture, une garantie que les pratiques agricoles d'une exploitation « préservent l'écosystème naturel et réduisent au minimum la pression sur l'environnement (sol, eau, biodiversité…) ».
Des associations de défense des consommateurs, ainsi que de défense de l'environnement ont accusé cette certification de « greenwashing », et le bénéfice environnemental qu'il est censé apporter a été remis en question par un rapport de l'Office français de la biodiversité.
L'introduction de ce label est de nature à nuire aux producteurs bio.

## Historique
Les conclusions issues des débats menés dans le cadre du Grenelle de l'Environnement de juillet à octobre 2007 et publiées le 26 octobre 2007, stipulent notamment :

« La certification est une voie privilégiée pour développer production et consommation durables.
La certification des exploitations permet une reconnaissance des bonnes pratiques environnementales et sanitaires des agriculteurs dans la gestion quotidienne de leurs exploitations. C'est une démarche volontaire qui répond aux besoins des consommateurs à la recherche de produits sûrs et de qualité et aux attentes des citoyens demandant des pratiques respectueuses de l'environnement. Il est donc proposé un dispositif progressif engageant, d'ici 2012, 50 % des exploitations dans la voie de la certification « haute valeur environnementale ». Les agriculteurs auront la possibilité d'entrer dans la démarche par le biais de bilans thématiques (phytosanitaire, biodiversité, énergie…). Sur la base de ces bilans, des plans d'action seront établis avec un conseiller agréé, afin d'améliorer les pratiques. La certification « haute valeur environnementale » validera la réalisation de l'ensemble des plans d'action. »

Ainsi, deux engagements du Grenelle de l'environnement précisaient :
- Engagement 122 : Mettre en place dès 2008 une démarche de certification environnementale volontaire des exploitations graduée jusqu'à un niveau « A » de Haute Valeur Environnementale fondé sur un référentiel simple constitué d'indicateurs de résultats ;
- Engagement 123 : 50 % des exploitations certifiées en 2012.

Le dispositif de certification environnementale vise ainsi à reconnaître et fédérer les démarches existantes autour d'exigences et d'objectifs communs afin de mettre en valeur et développer des modes de production plus durables.
Dans la continuité de cette décision, il a été constitué le Comop 15-2 (Comité opérationnel) sur la certification, piloté par Pierre‑Éric Rosenberg du CGAAER.
Les engagements du Grenelle relatifs à la certification ont été repris dans le projet de loi de programme de mise en œuvre du Grenelle, dit Grenelle 1 (article 28 alinéa 6) : « (…) développer une démarche de certification environnementale des exploitations agricoles afin que 50 % des exploitations agricoles puissent y être largement engagées en 2012 ».
Le projet de loi portant engagement national pour l'environnement dit « Grenelle 2 » prévoit (article 42) :
- que les exploitations utilisant des modes de production particulièrement respectueux de l'environnement peuvent faire l'objet de certification ;
- que les produits issus d'exploitation HVE peuvent faire l'objet d'une mention.

### Phase expérimentale de la certification
Une expérimentation de certification a été lancée par le ministère de l'Agriculture et de la Pêche (mise en œuvre par les Chambres d'agriculture et les coopératives agricoles) à l'automne 2008 sur 100 exploitations agricoles dans 5 départements français (Ille-et-Vilaine, Oise, Meuse, Rhône et Tarn). Cette phase expérimentale (qui s'est terminée en avril 2009) a permis de définir précisément la HVE et d'analyser la compatibilité avec les démarches déjà existantes (agriculture biologique, agriculture raisonnée, agriculture intégrée, agriculture durable, agriculture paysanne…)[réf. souhaitée].
Les référentiels ont pour ambition de respecter les principes suivants :
- La certification doit pouvoir être applicable à tous : agricultures spécialisées et polycultures ;
- La certification doit concerner l'ensemble de l'exploitation ;
- La certification portera uniquement sur les aspects environnementaux (et non sur le développement durable qui intègre les exigences sociales).

### Progression
La loi portant engagement national pour l'environnement, dite Grenelle 2, promulguée le 12 juillet 2010, modifie le Code rural qui précise désormais notamment que : « Les exploitations agricoles utilisant des modes de production particulièrement respectueux de l'environnement peuvent faire l'objet d'une certification qui comporte plusieurs niveaux d'exigences environnementales dont le plus élevé repose sur des indicateurs de performance environnementale et ouvre seul droit à la mention « exploitation de haute valeur environnementale ».
Décret et arrêtés encadrant cette démarche sont parus le 21 juin 2011.
La Commission Nationale de la Certification Environnementale (CNCE), chargée de délivrer les agréments aux organismes certificateurs, a été créée en octobre 2011.
Le logo HVE a été dévoilé en novembre 2014.
En 2014, 5 000 exploitations étaient certifiées au niveau 2 et 70 certifiées HVE (niveau 3). En 2015, 168 exploitations étaient certifiées HVE.
Les chiffres du 1er janvier 2020 publiés par le Ministère de l'Agriculture et de l'alimentation font état de 5 399 exploitations certifiées HVE. Au 1er juillet de la même année 2020, 8 218 exploitations sont certifiées HVE, soit 2 819 de plus en six mois. Au 1er janvier 2021, c'est 14 333 exploitations agricoles qui sont certifiées « Haute Valeur Environnementale » puis 24 827 exploitations au 1er janvier 2022 (selon l'Association nationale pour le développement de la certification Haute Valeur Environnementale),,,.
En novembre 2022, le gouvernement durcit les critères du label Haute Valeur Environnementale, jugés pas assez exigeants par les associations et les producteurs bio. La Commission européenne avait jugé que les propositions de la France dans le cadre de la nouvelle PAC (2023/2027) n'étaient pas assez « vertes ». La « voie B » pour accéder au label, trop peu exigeante (seulement deux critères) est supprimée. Il est désormais interdit d'utiliser des produits phytosanitaires avec des risques cancérigènes, mutagènes ou reprotoxiques avérés (CMR de catégorie 1). Les seuils des engrais chimiques et autres fertilisants ont été revus à la baisse. En matière de biodiversité, les exploitations devront aussi développer haies, talus, et mares.

## Principes généraux de la certification environnementale des exploitations agricoles
Quatre domaines sont concernés par cette certification : stratégie phytosanitaire, préservation de la biodiversité, gestion des fertilisation et gestion quantitative de l'eau.
Trois niveaux sont établis. Certaines démarches environnementales dans lesquelles sont engagées les exploitations peuvent donner lieu à des équivalences avec le niveau 2 de la certification environnementale,.

### Premier niveau
Le premier niveau d'exigence environnementale correspond au respect des bonnes conditions agricoles et environnementales. Il est vérifié par un organisme de conseil agricole. L'exploitant doit par ailleurs réaliser une évaluation de l'exploitation au regard du référentiel de deuxième niveau ou au regard des seuils de performance environnementale de troisième niveau.

### Deuxième niveau
La certification de deuxième niveau, dénommée « certification environnementale de l'exploitation », atteste du respect par l'ensemble de l'exploitation agricole, des exigences environnementales figurant dans un référentiel visant notamment à :
- Identifier et protéger, sur l'exploitation, les zones les plus importantes pour le maintien de la biodiversité ;
- Adapter l'utilisation des produits phytopharmaceutiques en fonction de la cible visée ;
- Stocker les fertilisants et en raisonner au plus juste les apports afin de répondre aux besoins des plantes, de garantir un rendement et une qualité satisfaisants tout en limitant les fuites vers le milieu naturel ;
- Optimiser les apports en eau aux cultures, en fonction de l'état hydrique du sol et des besoins de la plante.

C'est une obligation de moyens.

### Troisième niveau
La certification de troisième niveau atteste du respect, pour toute l'exploitation agricole, de seuils de performance environnementale portant sur la biodiversité, la stratégie phytosanitaire, la gestion de la fertilisation et de la ressource en eau, mesurés soit par des indicateurs composites, soit par des indicateurs globaux. C'est une obligation de résultats. L'emploi de la mention « Exploitation de haute valeur environnementale » est strictement réservé aux exploitations ayant obtenu cette certification de troisième niveau.

## Aides
En 2022, la certification donne droit à des aides et des mesures particulières pour les exploitations qui l'ont obtenu (et pour les produits certifiés) :
- aides relevant de l’« éco-régime » (régime lié à l'application de l’article 31 du règlement (UE) 2021/2115 relatif aux plans stratégiques relevant de la PAC[20],[21] ;
- crédit d’impôt (lancé en 2021), avec un plafond de 2 500 €, ouvert aux exploitations certifiées HVE, dans le cadre du Plan national de relance et de résilience (PNRR). Ce crédit d’impôt est pour partie financé par l’instrument NextGeneration EU, le plan de 806,9 milliards d’euros de relance de l'Europe après la crise de la Covid-19. Son plafond est de 2 500 €, mais il peut se cumuler avec certains autres crédits d'impôts ou aides destinées à obtenir la certification HVE ou bio et avec le crédit d'impôt en faveur de l’agriculture biologique[22] dans la limite de 5 000 €[20] ;
- aide aux entreprises détentrices certifiées HVE (depuis 2018)[23], la certification HVE du label pour accéder aux mesures prises dans le cadre de la politique publique de l’alimentation[24]. Donc des ingrédients certifiées HVE sont inclus dans ceux qui doivent obligatoirement constituer au moins 50 % des repas servis dans les établissements de restauration collective organisées par des personnes morales, ce qui peut être source de distorsion de concurrence lors la passation des marchés publics, notamment car les prix des ingrédients HVE sont nettement plus bas et donc « concurrentiels » que ceux d'autres produits respectant des labels bien plus exigeants comme le bio[20].

## Rapports d'évaluation environnementale du label HVE
Les deux ministères chargés du pilotage du dispositif HVE, le ministère de l'Agriculture et de l'Alimentation (MAA), et le ministère de la Transition écologique (MTE) ont commandé à l'Office français de la biodiversité (OFB) une « étude d'évaluation des performances environnementales de la certification Haute Valeur Environnementale » (HVE), assortie de propositions d'amélioration du label.
Ce travail d'évaluation environnementale a été mis en œuvre et suivi par un comité de pilotage (réuni à cinq reprises et incluant un représentant l'Association Nationale pour le Développement de la Certification Haute Valeur Environnementale), en lien avec les travaux faits parallèlement par une commission spécifique du Conseil supérieur d'orientation et de coordination de l'économie agricole : la Commission nationale de la certification environnementale (CNCE), instance consultative chargée par le gouvernement du suivi du dispositif. Financée par le programme Écophyto, l'étude s'est notamment basée sur les audits de plus de 350 exploitations certifiées HVE faits entre septembre 2021 et juillet 2022.
Le rapport final (135 pages) a conclu que « ce label ne présente, dans la grande majorité des cas, aucun bénéfice environnemental ». Il a notamment proposé d'ajouter un indicateur « Vie des sols / séquestration du carbone » et de changer le nom du label.

## Avis et positions

### Lors de l'élaboration du label
Parmi les partisans de cette nouvelle certification, on peut citer les Chambres d'agriculture et des coopératives agricoles :
- Pour Luc Guyau, président de l'APCA : « la certification HVE est l'occasion d'apporter plus de cohérence aux différentes démarches environnementales dans lesquelles les agriculteurs sont engagés »[28].
- Pour l'association controversée Forum des agriculteurs responsables respectueux de l'environnement (FARRE), « l'ensemble de la démarche HVE va dans le bon sens »[29].
- La coopérative Champagne Céréales estime que « la certification, c'est augmenter les plus, diminuer les pratiques négatives, changer l'état d'esprit pour prendre en compte les choses positives. C'est une démarche de progrès essentielle dans la mobilisation des coopératives »[30].

À l'inverse, d'autres ne sont pas convaincus :
- Alain Bazot, président de l'Union fédérale des consommateurs - Que choisir, ne soutient pas l'initiative car il ne veut pas « que l'on fasse passer au consommateur une allégation environnementale franchement minimaliste »[31] ;
- FNE (France nature environnement) originellement parmi les porteurs du projet[réf. à confirmer][32] a depuis un avis plus que mitigé comme l'exprime Cecile Claveirole de FNE : « Le problème est que le label HVE, qui était originellement conçu comme une marche vers la bio, est devenu une finalité pour beaucoup d'acteurs. Alors qu'il reste bien insuffisant face au défi écologique. »[33] ;
- Pour Les Amis de la Terre, « avec la certification HVE, l'État entend appliquer au Vivant les normes issues de l'industrie. Avec cette volonté de sécurisation hygiéniste, la certification ouvre seule l'accès aux marchés et sécurise les approvisionnements des firmes avec des biocides (insecticides, fongicides, herbicides et antibiotiques…) sans améliorer les pratiques agronomiques, et vise à camoufler les risques sanitaires les plus criants de l'industrialisation »[34].
- Philippe Cousinié, de la FNCIVAM (Centre d'Initiatives pour Valoriser l'Agriculture et le Milieu rural) juge qu'en « jouant sur les seuils ou les calculs, les négociations politiques risquent d'aboutir à de faibles exigences en termes d'effort environnemental. La certification HVE n'offrirait dans ce cas aucune garantie dans l'effort entrepris par les agriculteurs concernés »[35].
- Pierre Lenormand, du Mouvement National de Lutte pour l'Environnement (MNLE), critique le manque de consultation citoyenne quant au contenu de cette certification : « par delà une appellation gratifiante, la question est celle des critères qui permettront d'attribuer le label HVE »[36].
- Pour Nature & progrès, ce label « va avant tout ajouter de la confusion dans l'esprit des consommateurs. Cette confusion ne vise qu'à affaiblir l'agriculture biologique, plébiscitée par les consommateurs »[37].
- La Fédération nationale d'agriculture biologique des régions de France (FNAB) se dit contre l'étiquetage HVE sur les denrées alimentaires, estimant que cette démarche ne doit être « valorisable que via une rémunération de reconnaissance au titre de la PAC »[38].

Du côté du syndicalisme agricole :
- Pascal Ferey, vice-président de la FNSEA estime que cette nouvelle certification ne correspond pas à une attente et s'inquiète des « mille-feuilles réglementaires »[39].
- Pour la Coordination Rurale, « HVE est un carcan administratif supplémentaire pour les agriculteurs, une  dérive technocratique »[40] et doute du bénéfice de cette démarche en estimant que « personne n'a ni intérêt, ni envie, de payer des contraintes et des contrôles qui ne changeront rien à la qualité des produits et qui phagocyteront le temps des agriculteurs au détriment de leur vrai métier : nourrir les hommes »[41].

Du côté politique :
- Les Verts jugent cette démarche de certification comme étant une pratique de greenwashing[42].
- Pour le Parti socialiste, la possibilité de cultiver des OGM sur des exploitations à haute valeur environnementale est une « contradiction majeure », car « la généralisation des OGM est incompatible avec la haute valeur environnementale »[43]. Certains membres de la majorité présidentielle estiment également le décret d'application « inadéquat »[44].

### Une décennie après l'entrée en vigueur
- En septembre 2020, l'association girondine « Alerte aux toxiques » apporte des éléments à l'appui de ces reproches de greenwashing. Elle a fait réaliser et publie les analyses de 22 vins de Bordeaux labellisés HVE, montrant la présence de résidus de 28 substances actives, pesticides ou perturbateurs endocriniens. Elle reproche au label HVE de semer la confusion dans l'esprit du consommateur et de lui faire croire que ce label serait équivalent à un label bio. 
Le Conseil interprofessionnel du vin de Bordeaux (CIVB), réplique en dénonçant une « escroquerie intellectuelle », objectant que ces pesticides sont homologués, et que les taux trouvées dans les vins sont inférieures aux seuils normalement quantifiables par les outils classiques des laboratoires[45],[46]. Le CIVB et plusieurs « châteaux » assignent l'association en justice, pour « dénigrement » de leurs vins et réclament 150 000 euros de dommages-intérêts, ce qui pour les mis en cause est vu comme une poursuite-bâillon[47],[48].
- En 2021, une enquête conjointe du WWF et Greenpeace juge le niveau d'exigences de la HVE insuffisant[27].
- En mai 2022, la commission européenne critique la politique environnementale française en matière d'agriculture, et en particulier la politique de subventions, citant la certification haute valeur environnementale parmi les labels « peu exigeants »[49].
- En juin 2022, selon un rapport[50] public de la Cour des comptes « la politique de soutien à l'agriculture biologique reste insuffisante : depuis 2010, les programmes d'action successifs n'ont pas permis d'atteindre les objectifs de 15 % des terres agricoles en bio et de 20 % de bio dans les cantines publiques en 2022 »,
- Le 20 janvier 2023, sept associations de défense des consommateurs, de défense de l’environnement et de promotion de l’agriculture biologique demandent au Conseil d’État d’interdire le label HVE, accusé de « greenwashing » et de tromperie du consommateur. Elles soulignent qu'il « n’interdit pas l’utilisation des pesticides les plus dangereux, pourtant officiellement reconnus comme nocifs pour la santé humaine »[51]. Leur argumentation s'appuie sur des études produites par l'Office français de la biodiversité (rapport d'octobre 2022)[26] et par l'Iddri[52] concluant que le contenu du label HVE n'est « pas plus exigeant que la moyenne des pratiques agricoles françaises». Ex. : le label HVE impose que les achats d'intrants (pesticides, etc.) ne dépassent pas 30 % du chiffre d'affaires de l'exploitation. Or, note l'OFB, un tel seuil n'est « pas du tout discriminant pour les exploitations viticoles, qui consacrent en moyenne seulement 14 % de leur chiffre d'affaires aux intrants, soit la moitié du niveau requis par le cahier des charges HVE ». Et la viticulture représente plus de 80 % des exploitations HVE. Idem  pour le maraîchage : le poids des intrants n'y est en moyenne que 26 % du chiffre d'affaires des maraichers français (non bio), soit moins que les 30 % requis par le label HVE (source : rapport OFB)[26].

#### Contestation de la légalité du label
Après une première vague d'alertes ou de critiques, dont venues de l'Europe, en 2021, et après un renforcement du cahier des charges du label ayant pris en compte une partie des critiques, mais en autorisant quand même l'utilisation de certains pesticides classés CMR (cancérogènes, mutagènes ou reprotoxiques), en 2022, sept associations de défense des consommateurs, de défense de l'environnement et de promotion de l'agriculture biologique ont commandé une analyse juridique du label à un cabinet d'avocats, analyse qui servira de base à un recours auprès du Conseil d'État. Cette analyse a conclu en janvier 2023 que le label est source d'une « violation du principe d’égalité de traitement », qu'il ne respecte pas la loi qui l'a créé, qui depuis 2011 veut que ce label HVE récompense spécifiquement « les exploitations agricoles utilisant des modes de production particulièrement respectueux de l’environnement peuvent faire l’objet d’une certification qui comporte plusieurs niveaux d’exigences environnementales dont le plus élevé repose sur des indicateurs de performance environnementale et ouvre seul droit à la mention exploitation de haute valeur environnementale. Cette certification concourt de façon majeure à la valorisation de la démarche agroécologique […] ».
Les ONG font remarquer que même le respect des règles environnementales de base de la PAC n'est pas exigé, et « plus grave, l'utilisation d'intrants chimiques comme des engrais et pesticides de synthèse particulièrement néfastes pour l'environnement ou pour la santé humaine reste autorisée ! Ainsi, des aliments ayant été produits avec des substances perturbatrices du système endocrinien, pouvant être cancérigènes, mutagènes et reprotoxiques possibles, ou des produits polluants des eaux, ou ayant des effets délétères pour la biodiversité, restent autorisés ».
L'analyse juridique du label, selon ces ONG, conclut à une tromperie, car la promesse d'« excellence environnementale » sous-entendue par le nom du label — et exigée dans la loi — n'est pas remplie, même par le nouveau référentiel du label qui selon ce travail relève du « greenwashing » et crée une situation  de « tromperie du consommateur ». Pour démontrer les effets trompeurs du label, les associations demanderesses s'appuient notamment sur une enquête d'Interfel sur les fruits et légumes, qui en 2022 montrait que 55 % des sondés croyaient que le label HVE correspondait à un cahier des charges strict, 48 % pensant que les fruits et légumes HVE étaient strictement contrôlés, et 44 % qu’on pouvait faire 100 % confiance aux fruits et légumes HVE.
Les ONG demanderesses considèrent en outre que la France ne respecte pas son obligation de « coopération loyale » au titre de l’article 4, paragraphe 3, du Traité sur l'Union européenne (TUE) qui (alinéa 3) impose aux États membres de s'abstenir de toute mesure susceptible de mettre en péril la réalisation des objectifs de l'Union. Or deux de ces objectifs sont la préservation de l’environnement et la protection des consommateurs sont deux des grands objectifs de l’Union.
L'État français ne respecte pas non plus ses objectifs constitutionnels de protection de l’environnement ni les objectifs d’intérêt général de défense des intérêts des consommateurs et de loyauté des transactions commerciales.

### Législation
- Décret no 2022-1447 du 18 novembre 2022 relatif à la certification environnementale[59], publié au JORF du 22 novembre 2022.
- Arrêté du 18 novembre 2022 portant modification de l’arrêté du 20 juin 2011 modifié arrêtant les seuils de performance environnementale relatifs à la certification environnementale des exploitations agricoles et les mesurant (NOR : AGRT226310A)[60], publié au JORF du 22 novembre 2022.

### Évaluation économico-environnementale
En 2020, une note d'analyse de France Stratégie s'est intéressée à la rentabilité économique de 6 labels évoqués pour la transition agroécologique.
France Stratégie cite notamment le travail d'Alice Gremillet et de Julien Fosse : ces derniers ont modélisé et comparé les marges directes globales d'une exploitation de 100 ha en grandes cultures, selon qu'elle soit en fonctionnement conventionnel ou en respectant l'un des cinq cahiers des charges suivants : AB, DEPHY économe et DEPHY très économe en intrants, HVE B et Lu'Harmony. L'étude France Stratégie, l'étude montre que « l'AB est le seul référentiel (parmi ceux testés) à apporter des bénéfices à moyen terme à l'exploitant, avec un gain de marge directe de l'ordre de 25 % au terme de la transition (hors aides de la PAC toujours). L'agriculture biologique apparaît donc comme la plus performante d'un point de vue économique et environnemental » (et elle est associée à une « plus grande intensité en main d'œuvre »).
L'agence a estimé que le label HVE, à la différence d'autres labels (Bio notamment) présentait (à cette époque) un double handicap financier :
- il ne permettait pas d'accéder à des aides particulières (ce qui n'est plus vrai, depuis le crédit d'impôt créé en 2021 pour les exploitations certifiées HVE) ;
- peu connu ou reconnu, il est peu valorisé par le marché, et ne conduit pas ou peu à des prix plus rémunérateurs pour l'exploitant[61].